# Kairiru-Manam jezici
Kairiru-Manam jezici (privatni kod: kman) jedna od dviju užih skupina schoutenskih jezika iz Papue Nov Gvineje, druga je siau (7). Grana se na dva ogranka s ukupno (9) jezika, to su:
a. Kairiru (3): kaiep [kbw], kairiru [kxa], terebu [trb];
b. Manam (6): biem [bmc], kis [kis], manam [mva], medebur [mjm], sepa [spe], wogeo [woc].

## Vanjske poveznice
- Ethnologue (14th)
- Ethnologue (15th)